# Éric Toulis
Éric Toulis est un chanteur, parolier et multi-instrumentiste français. Il est l'un des membres fondateurs du groupe Les Escrocs,.
Il pratique l'humour tel un clown dans ses chansons,.

## Discographie

### Avec Les Escrocs
- 1994 : Faites-vous des amis
- 1997 : C'est dimanche[6]
- 2000 : Le bal des vilains
- 2003 : Six pieds sur Terre
- 2016 : Plages privées - Compilation de titres remastérisés, lives et inédits
- 2018 : Super-héros